# Cueva de Domica
La cueva de Domica (en eslovaco: Jama Domica) es una cueva kárstica de Eslovaquia situada en el límite sudoeste de la meseta de Silicka planina, a 10 km al sureste de Plešivec, en el  distrito de Rožňava de la región de Košice, en el sur del país. En combinación con la cueva de Baradla, constituye la sección más importante de la red de cuevas transfronterizas del «karst de Aggtelek y del karst eslovaco», que continúa hasta el parque nacional de Aggtelek en Hungría. La cueva es conocida por su estructura compleja y su alta densidad de espeleotemas.
Estos vastos pasajes de piedra caliza, que se formaron durante el Triásico Medio y son ricos en espeleotemas, fueron descubiertos en 1926 por Ján Majko. Una sección de 1600 m  de su longitud total de 5140 m  ha sido accesible al público desde 1932.
Como elemento de las «Grutas kársticas de Aggtelek y del karst eslovaco», el sitio fue incluido en la lista de Patrimonio de la Humanidad de la UNESCO en 1995 debido a la diversidad de características de las cuevas que se encuentran en él y su registro de efectos tanto tropicales como templados en la formación de cuevas kársticas.
El 2 de febrero de 2001,  622 ha del sitio y sus áreas de captación  han sido protegidas como Sitio Ramsar, n.º identificación 1051, bajo el nombre de «Domica».

## Exploración
The site belongs to a complex variety of karstic formations that include 712 caves, many of which were well known among the local population for centuries. Bartholomeides, a priest from Ochtiná, documented his first systematic excursions into the Certova diera Cave in 1801. His conclusions that a number of the local caves are simply parts of a bigger entity were corroborated by the explorer I.Vass, who surveyed the Baradla cave in 1821. E.Nyari took up archaeological work in 1881 and suggested a connection of the Certova diera and Baradla Cave as did K. Siegmenth in 1891. Only the extensive work of Jan Majko in 1926 confirmed the interconnection of several local caves and lead to the discovery of the Domica cave on October 3, 1926. J. Majko penetrated from its bottom through a 15 m deep abyss into large underground spaces in 1926 where plenty of archaeological discoveries were made later.
El sitio pertenece a una compleja variedad de formaciones kársticas que incluyen 712 cuevas, muchas de las cuales eran bien conocidas entre la población local durante siglos. Bartholomeides, un sacerdote de Ochtiná, documentó sus primeras excursiones sistemáticas en Certova diera Cave en 1801. Sus conclusiones de que varias de las cuevas locales serían simplemente partes de una entidad más grande fueron corroboradas por el explorador I. Vass, quien inspeccionó la cueva de Baradla en 1821. E. Nyari comenzó el trabajo arqueológico en 1881 y sugirió una conexión de Certova diera y la cueva de Baradla, como lo hizo K. Siegmenth en 1891. Solo el extenso trabajo de Jan Majko en 1926 confirmó la interconexión de varias cuevas locales y condujo al descubrimiento de la cueva de Domica el 3 de octubre de 1926. J. Majko penetró desde su fondo a través de un abismo de 15 m de profundidad en grandes espacios subterráneos en 1926 donde se hicieron muchos descubrimientos arqueológicos más tarde.

## Ocupación humana
Durante los años 1930, Jaroslav Böhm dirigió las excavaciones. La presencia humana se ha documentado desde el Paleolítico. Se supone que la cueva fue un refugio ocasional para los habitantes neolíticos más antiguos de Eslovaquia oriental. Sin embargo, la cueva fue frecuentada por humanos neolíticos de la cultura Bükk, que incluso podrían haber fabricado su característica cerámica de paredes delgadas en el interior de la cueva. La entrada original de la cueva de Domica fue bloqueada por escombros después de que los paleohumanos la abandonaran y la cueva se volviera inaccesible. 
En varios lugares de la cueva se descubrieron agujeros de postes de objetos de vivienda y chimeneas. Más de 200 recipientes reconstruidos a partir de tiestos, así como una pendiente excavada en terrazas en un suelo de grano fino en la orilla del Styx con huellas de hachas de piedra son evidencias de la fabricación de cerámica en la cueva. Hierros, punzones, flechas, el peine más antiguo de Europa, un anillo, un brazalete cilíndrico decorado y un anzuelo representan el culmen del procesamiento neolítico de los huesos. También se han conservado colgantes hechos de conchas y dientes de animales.